# 曾令旭
曾令旭（1987年4月12日—），男，辽宁丹东人，中国篮球运动员，现时主要从事篮球评论员工作。曾代表中国参加2017年国际篮联亚洲杯，最终获得第五名。